# Otto Dahlin
Otto Dahlin, född den 27 juli 1863 i Lindhult i Undenäs socken, död 5 februari 1960 i Stockholm, var en svensk möbelhandlare och grundare av en heminredningsfirma med samma namn i Stockholm.
Otto Dahlin började som diversearbetare och var bland annat rallare på malmbanan mellan Luleå och Kiruna under 1880-talet.[källa behövs] Han kom till Stockholm 1890 och startade en affär för enklare hushållsredskap på Oxtorget 1893. Verksamheten växte efter hand och han öppnade en möbelaffär vid Hötorget nr 14 i Stockholm, där Stockholms konserthus ligger idag. Ytterligare affärer och filialer fanns bland annat på dåvarande Olofsgatan 76, korsningen Wallingatan 21/Upplandsgatan 4 samt Nybrogatan 13 (1910–1916).
Företaget medverkade med lägenhetsinredning vid Stockholmsutställningen 1930. Firman gav även under flera år ut kataloger som presenterade företagets sortiment, På senare år var bland annat möbeltyperna trävitt och korgmöbler kända produkter i AB Otto Dahlins verksamhet.
Affärens sista adress i släkten Otto Dahlins namn, och där den fanns under längst tid, var på Sveavägen 62, dit den flyttade från Hötorget omkring 1924. Under ett kort tag fanns också en speciell köksbod i grannhuset på Sveavägen 60. Inredningsföretaget började gå sämre i samband med att strukturen inom möbelbranschen förändrades. Affären på Sveavägen avvecklades men företagets namn lever vidare med andra ägare och med affär på annan plats i Stockholm.
Fastigheten Sveavägen 62 i kvarteret Adonis 1, där affären var belägen, inköptes av Otto Dahlin 1920. Sedan revs alla byggnader och det hus som idag är Sveavägen 62 uppfördes av Otto Dahlin under depressionsåret 1931. Dessförinnan ägde Otto Dahlin fastigheter på Lundagatan i Huvudsta, Solna landskommun (1908–1913), Grevgatan 27 (1913–1915), Gotlandsgatan 68 (1915–ca 1920) samt Kvarngatan 10A på Södermalm. En sommarbostad införskaffades även i Kummelnäs i Nacka kommun.
Dahin var aktiv i frikyrkorörelsen och var medlem i Immanuelskyrkan, Stockholm. Flera av hans affärskollegor var medlemmar i dåvarande Svenska Missionsförbundet, bland andra Gustaf Kähr som ägde familjeföretaget AB Gustaf Kähr i Nybro, Småland - idag en känd parkettgolvstillverkare, då tillverkare av bland annat träleksaker. En kuriositet är att personer ur den svenska kungafamiljen köpte träleksaker hos AB Otto Dahlin på Sveavägen.
Otto Dahlins yngre bror Eric Lindvall grundade Lindvalls kaffe,[källa behövs] ett rosteri i Uppsala som fortfarande drivs vidare i dennes släkt.
Otto Dahlin är begravd på Solna kyrkogård.